# サムエル幼稚園 (広島県)
学校法人聖和学園サムエル幼稚園（がっこうほうじんせいわがくえん さむえるようちえん）は、広島県福山市坪生町南に存在する私立幼稚園である。

## 沿革

### 開園以後
- 1970年(昭和45年)3月27日 -- 現在地に聖和学園サムエル幼稚園として設立[注 1]。
- 1972年(昭和47年)4月1日 --- 同園の園児増加に伴い、園舎を増築[2]。
- 1993年(平成5年)4月1日 ---- 同園の園舎を改築[2]。
- 2015年(平成27年)4月1日 --- 同園が18時までの延長保育と夏季保育を開始[2]。

### 歴代理事長
| 代数 | 氏名      | 就任年月日              | 前職 | 後職 | 脚注  |
| ---- | --------- | ----------------------- | ---- | ---- | ----- |
| 01   | 森下0博   | 1970年(昭和45年)3月27日 |      |      | [ 2 ] |
| 02   | 德山0威雄 | 2018年(平成30年)3月17日 |      |      | [ 2 ] |

### 歴代園長
| 代数 | 氏名      | 就任年月日               | 前職 | 後職 | 脚注  |
| ---- | --------- | ------------------------ | ---- | ---- | ----- |
| 01   | 森下0博   | 1970年(昭和45年)03月27日 |      |      | [ 2 ] |
| 02   | 森下0真治 | 1995年(平成07年)04月01日 |      |      | [ 2 ] |
| 03   | 森下0博   | 2012年(平成24年)04月01日 |      |      | [ 2 ] |
| 04   | 神谷0和孝 | 2013年(平成25年)04月01日 |      |      | [ 2 ] |
| 05   | 栗原0有子 | 2015年(平成27年)04月01日 |      |      | [ 2 ] |

## 交通

### 鉄道
- JR西日本山陽本線における最寄駅は、大門駅である。
  - 所在地は、広島県福山市大門町大門である。
  - 大門駅から同園への所要時間は、自動車で15分程度である。
- 井原鉄道における最寄駅は、御領駅である。
  - 所在地は、広島県福山市神辺町大字下御領である。
  - 御領駅から同園への所要時間は、自動車で15分程度である。

### 路線バス
- 福山方面へ運行されるバスの最寄バス停は、中国バスおよび井笠バスカンパニー東陽台上である。
  - 所在地は、同園から徒歩で5分程度の広島県道76号神辺大門線である。
  - JR西日本山陽本線福山駅から、東陽台上までの所要時間は30分程度である。